# 대한민국 민법 제391조
대한민국 민법 제391조는 이행보조자의 고의, 과실에 대한 민법조문이다.

## 조문
제391조 (이행보조자의 고의, 과실) 채무자의 법정대리인이 채무자를 위하여 이행하거나 채무자가 타인을 사용하여 이행하는 경우에는 법정대리인 또는 피용자의 고의나 과실은 채무자의 고의나 과실로 본다.

第391條(履行補助者의 故意, 過失) 債務者의 法定代理人이 債務者를 爲하여 履行하거나 債務者가 他人을 使用하여 履行하는 境遇에는 法定代理人 또는 被用者의 故意나 過失은 債務者의 故意나 過失로 본다.

## 사례
{{빈 문단}

## 판례
민법 제391조는 이행보조자의 고의⋅과실을 채무자의 고의⋅과실로 본다고 정하고 있다. 이러한 이행보조자는 채무자의 의사 관여 아래 채무의 이행행위에 속하는 활동을 하는 사람이면 충분하고 반드시 채무자의 지시 또는 감독을 받는 관계에 있어야 하는 것은 아니므로, 그가 채무자에 대하여 종속적인 지위에 있는지, 독립적인 지위에 있는지는 상관없다. 이행보조자가 채무의 이행을 위하여 제3자를 복이행보조자 로 사용하는 경우에도 채무자가 이를 승낙하였거나 적어도 묵시적으로 동의한 경우 채무자는 복이행보조자의 고의⋅과실에 관하여 민법 제391조에 따라 책임을 부담한다고 보아야 한다.

## 같이 보기
- 대리
- 이행보조자
- 대한민국 민법 제756조 불법행위 사용자책임